# Петдесетница
Петдесетница (Петдесятница, Пятидесятница) или Ден на Света Троица, е един от най-големите християнски празници и сред подвижните такива. Той прославя явяването на Светия Дух върху апостолите на 50-ия ден след Възкресението (след Великден). На следващия ден (понеделник) е Ден на Светия дух (Духовден), а на следващата неделя – православният Ден на Вси светии. Самият термин Петдесетница предхожда зараждането на християнството и отговаря на еврейския празник Шавуот (отначало възхваляващ благоволението на Йехова земеделски празник, по-късно – отстоящо на 49 дни след Пасха честване на отиването на Мойсей да получи Скрижалите на откровението, и сходни събития), но в християнството му е придадено ново значение. Денят се възприема, като рожденият момент на християнската църква.

## Празнуване
Тъй като Великден е подвижен празник, свързаните с него Възнесение Господне, наричано и Спасовден (винаги в четвъртък и на 40-ия ден от Великден нататък) и Петдесетница (винаги в неделя и 49 дни, след първия ден на Великден, т.е. 8-мата неделя, като се брои и тази на Великден) се случват на различни дати всяка година.
В Православната църква Петдесетница вечерната служба и утринното богослужение се съединяват (след света литургия се извършва вечерня). Четат се специални коленопреклонни молитви и в храмовете се хвърля шума (листа от храсти и дървета) като символ на вихъра на Светия Дух. С молитвите се припомнят починали родители и братя.
Петдесетница и Понеделник на Свети Дух са почивни дни в много страни по света. Във Франция Петдесетница е официален неработен ден до 2004 г., а от 2005 г. е променен в работен, но неплатен „ден на солидарност с възрастните хора“. От 2008 г.  отново е определен за неработен ден.

## История
Известно време след разпъването на Исус Христос, неговите оцелели 11 основни ученици (апостоли) избират Матия за нов апостол, който да замести предалия го и междувременно умрял Юда Искариот. Според новозаветната книга Деянията на апостолите, след като Христос се възнася в небесата, те (а с тях традицията твърди, че е била и Богородица, както и други техни сподвижници) остават няколко дни в т.нар. Сионската горница (къщата в която става Тайната вечеря), прекарвайки времето си в молитви. Докато традиционно иконите показват последвалото, като поредица от чудеса, станали в сградата, на други те са на фона й, с което мястото и времето се уточняват, но и се подчертава че самите събития са по-важни от тях.
Точно на Шавуот посред сградата внезапно се зачува силен шум, като от вихрушка и, според Библията, откъм тавана избликват светлини, описвани като „огнени езици“ – чрез тях обитателите на дома получават от Светия Дух особен дар да проповядват и пророкуват на чужди, непознати им до момента езици, говорени тогава в Близкия изток, Северна Африка и Мала Азия. Към това явно се прибавя и по-добро владеене на еврейските говори, както и на гръцкия и латинския език.
Получават и други божествени дарове. По думите на апостол Павел (Галатяни 5:22-23) даровете на Духа са любов, радост, мир, дълготърпение, благост, милост, милосърдие, вярност, кротост, себеобуздание. Така те са сподобени със способности, благоприятстващи успеха на техните последвали мисии, сред други народи. Смята се, че приблизително по това време те са си разпределили областите, към които се отправят впоследствие да разпространяват посланията на Исус.

Обаче още тогава апостол Петър с пламенната си проповед пред събралата се тълпа, за това колко точно са се изпълнили древните пророчества (включително и направени от високо почитания от евреите древен техен цар Давид), чрез станалото в последната година, и че Исус е дългоочакваният Месия – съумява да привлече около 3000 последователи, сред най-набожните евреи. Последните са представители главно на диаспората и привикнали към местните за новите си родини езици. Те много се учудват на проявяваната от простите галилеяни полиглотия, въпреки че местните гледат на нея повече като на пиянско бръщолевене и глосолалия. Петър печели привърженици и сред местните, убеждавайки ги, че това е нелогично, а изглежда привлича в редиците на новообразуваната християнска общност и неколцина езичници и елинизирани и романизирани евреи. Християнската община бързо се разраства и печели обич и уважение сред жителите на Йерусалим с демонстрираните от нея задружност и отдаденост на религията.